# 워드 크레인

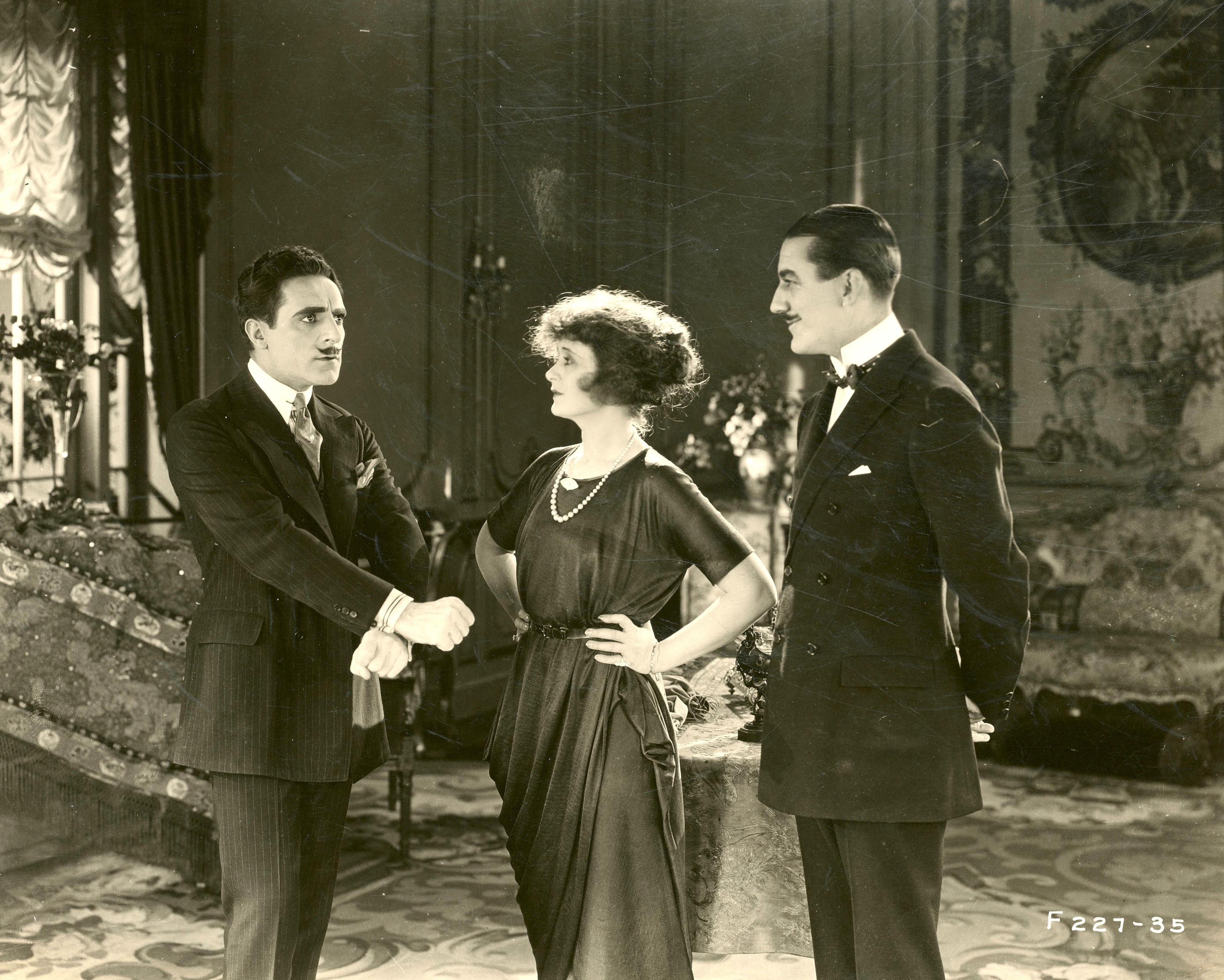

워드 크레인(Ward Crane, 1890년 5월 18일 ~ 1928년 7월 21일)은 미국의 배우이다.
올버니에서 태어났다.

## 영화
- 더 러시 아워 (1928년)
- 오페라의 유령 (1925년)
- 셜록 2세 (1924년)